# Casa Blanca (festival)
Casa Blanca was een jaarlijks gratis Belgisch muziekfestival. Het festival ging door in de eerste helft van augustus aan de abdij van Hemiksem, en duurde vier dagen. De organisatie was in handen van vzw De Verdwenen Aarde.
Casa Blanca begon in 2004 als een bescheiden evenement op de binnenkoer van de Hemiksemse abdij. Door de jaren heen groeide het uit tot een groter en ambitieuzer festival, verspreid over meerdere podia.  Het bezoekersaantal over de vier dagen heen steeg in tien jaar tijd van 1800 bezoekers naar 85.000 bezoekers. Deze groei vereiste steeds meer tijd van de vrijwilligers en bracht grotere financiële risico's met zich mee. Om deze redenen was de tiende editie van het festival in 2013 tevens de laatste. Mogelijk krijgt het nadien een vervolg als betalend festival of als nieuw concept in de muzieksfeer.
Oorspronkelijk omvatte de programmatie een comedyavond op woensdag, liveoptredens op donderdag, dj-sets op vrijdag en 's zaterdags een familiedag met afsluitend een tropical party. Door het grote aantal bezoekers voor de liveoptredens in het verleden, werden deze sinds 2010 gespreid over de 4 dagen.
Het festivalterrein bestond de laatste edities uit een Main Stage, een overdekte Marquee en een kleiner podium (Gva-podium, later Maes.be Music Stage of Jägermeister Stage). Sinds 2009 was er een campingweide nabij het festivalterrein.

## Ontstaan[7]
Het idee achter het Casa Blanca festival vond zijn oorsprong bij de plaatselijke scoutsgroep, welke in 2004 hun 75-jarig bestaan vierden met een feestweekend. Daarna groeide bij vier leiders het idee om er in de zomervakantie een vervolg op te breien. Oorspronkelijk was het idee om de hele zomer lang een zomercafé open te houden en hier thema-avonden plaats te laten vinden. Uit praktische- en financiële overwegingen werd dit plan teruggebracht naar een vierdaags festival.
Casa Blanca is Spaans voor ‘wit huis’ , wat een verwijzing is naar de witte hoeve in de Valkenisseweg in Hemiksem waar het festival oorspronkelijk zou plaatsvinden. Ook na de beslissing om het festival aan de abdij van Hemiksem door te laten gaan, bleef de naam behouden door de zomerse bijklank ervan.

## Casa Blanca-wet
De doelstellingen van het Casa Blanca festival, door de organisatoren de ‘Casa Blanca-wet’ genoemd, zijn:
1. Het organiseren van zomerevenementen (waarvan er weinig aanbod was) in de Rupelstreek in het algemeen en Hemiksem in het bijzonder.
2. Het aanbieden van een cultureel divers programma aan de inwoners -en jongeren in het bijzonder- uit de streek.
3. De activiteiten voor een ruim publiek toegankelijk te maken door gratis inkom en democratische drankprijzen aan te bieden.

## Edities

### 2004
- data: 4-7 augustus 2004
- locatie: binnenkoer abdij Hemiksem
- Bezoekers: 1800
- Programma:
  - Axl Peleman (woensdag 04/08/2004)
  - DJ Mario (donderdag 05/08/2004)
  - Manchu Pitchu Summerparty (vrijdag 06/08/2004)
  - Barbecue & kampvuur (zaterdag 07/08/2004)

### 2005
- data: 3-6 augustus 2005
- locatie: binnenkoer abdij Hemiksem
- bezoekers:  3700
  - Bert Kruismans (woensdag 3/8/2005)
  - Axl Peleman & Mario Pesic, M*lina (donderdag 4/8/2005)
  - DJ Dirk Stoops (vrijdag 5/8/2006)

### 2006
- data: 2-5 augustus 2006
- locatie: binnenkoer & abdijweide Hemiksem
- bezoekers:  7300
  - Denis Nowé, Thomas Smith, Alex Agnew (woensdag 2/8/2006)
  - Hormonia, Camden, Gorki, GAP11 (donderdag 3/8/2006)
  - DJ Zaki, DJ Cluts & Dombret (vrijdag 4/8/2006)
  - Casa Cuba, DJ Dirk Stoops, DJ Mario (zaterdag 5/8/2006)

### 2007
- data: 1-4 augustus 2007
- locatie: abdijweide Hemiksem
- bezoekers:  20.000
  - Bert Kruismans, Gunther Lamoot, Evi Heyndrickx, Han Solo (woensdag 1/8/2007)
  - Daan, Fixkes, Bart Peeters, Shameboy, Exit April, Axl Peleman (donderdag 2/8/2007)
  - CPeX, DJ Dirk Stoops (vrijdag 3/8/2007)
  - The Internationals, Buscemi, DJ Mario (zaterdag 4/8/2007)

### 2008
- data: 30-31 juli, 1-2 augustus 2008
- locatie: abdijweide Hemiksem
- bezoekers:  40.000
  - Raf Coppens, Adriaan Van Den Hoof, Iwein Segers, Bart Cannaerts, Xander De Rycke (woensdag 30/7/2008)
  - De Kreuners, Zornik, RCCC, De Mens, Milow, Shameboy (donderdag 31/7/2008)
  - DJ Cluts & Dombret, Discobar Galaxie (vrijdag 1/8/2008)
  - El Creme Glace Ques, Think of One, Vive La Fête, Fun Lovin' Criminals, DJ Mario, Dimitri Leue (zaterdag 2/8/2008)

### 2009
- data: 5-8 augustus 2009
- locatie: abdijweide Hemiksem
- bezoekers:  65.000
- podia: Main Stage, Gva podium
  - Yevgueni, Thomas Smith, Bart Peeters, Philippe Geubels, Bart Cannaerts, Jeroen Leenders, W. Victor, David Galle (woensdag 5/08/2009)
  - Tom Helsen, A Brand, Black Box Revelation, Milk Inc., Laston & Geo, Skyve Reuter, CPeX, Jasper Erkens, Deepz N’ Phunke (donderdag 6/8/2009)
  - Ed & Kim, Guy Ohm, Magnus, Cluts & Dombret, DJAXX & Neurotique, Ben Dover’s Booty Duty, Peter van de Veire Love Show (vrijdag 7/8/2009)
  - Clouseau, Stijn, Zita Swoon, Tito & Echo Virus, DJ Mario, Ketnetband, Murdock, Soulsister, Killa Mahanie, Deft & Vanic, D-Reaser (zaterdag 8/8/2009)

### 2010
- data: 4-7 augustus 2010
- locatie: abdijweide Hemiksem
- bezoekers:  65.000
- podia: Main Stage, Marquee/J&B Booth, GvA podium
  - Jean Bosco Safari, MC Bram Vanden Broecke, Steven Goeghebuer, Michaël Van Peel, Bert Gabriëls, Alex Agnew,  De Comedycadetten, De Kreuners, Stijn Meuris (woensdag 4/8/2010)
  - Raymond van het Groenewoud, Arid, Zornik, Das Pop, Until Broadway, Harvey Quinnt, SAMTEX feat. Sam De Bruyn, SimpleSongs, Indish, Diablo Blvd, Praga Khan (donderdag 5/8/2010)
  - Ice on Mars, Humb, Exit April, DJ Cluts, Hush, Partyharders, Shameboy, Philippe Geubels & de foute Ronnys, Geht’s noch?, Discobar Galaxie, Waxdolls (vrijdag 6/8/2010)
  - El Creme Glaces Ques ft. Merdan Taplak, Novastar, Vaya Con Dios, The Scene, The Opposites, Customs, Dapoerka, Dynamo Zjosss Tito & Echo Virus, DJ Mario, Solpher (zaterdag 7/8/2010)

### 2011
- datum: 3-6 augustus 2011
- locatie: abdijweide Hemiksem
- bezoekers: 73.000
- podia: Main Stage, Marquee en Maes.be Music Stage
  - Milk Inc., CPeX, Diablo Blvd, Nigel Williams, Henk Rijckaert, Sylvester, Bas Birker (MC), Arquetters, Sherman (woensdag 3/8/2011)
  - Gabriel Rios, Admiral Freebee, K's Choice, Intergalactic Lovers, Krema Kawa, Dynamo Zjosss, Spit it out hosts (donderdag 4/8 2011)
  - Discobar Galaxie, Sound of Stereo, Yves V, Sush, Highbloo, Nightadders, Fête Royal, Radio Modern, Dimitri Vegas & Like Mike, The Subs, DJ Cluts (vrijdag 5/8/2011)
  - Daan, Bart Peeters, Das Pop, De Jeugd van Tegenwoordig, Kapitein Winokio, Jill & Lauren, Lady Vortex, Sweet Coffee Light, The Galacticos, Marble Sounds, DJ Mario (zaterdag 6/8/2011)

### 2012
- datum: 1-4 augustus 2012
- locatie: abdijweide Hemiksem
- bezoekers: 80.000
- podia: Main Stage, Marquee en Maes.be Music Stage
  - Geppetto & the Whales, De Mens, Triggerfinger, Bed Rugs, Intergalactic Lovers, MC Lieven Scheire, Bart Cannaerts, Xander De Rycke, Jeroen Leenders, Belgische Improvisatie Liga, Until Broadway (woensdag 1/8/2012)
  - Soulsister, The Scabs, Therapy?, Willow, Gers Pardoel, Vive La Fête, Rayvis King vs Killa Mahanie/Nickson, Straatwaarde, Perverz, Tourist Lemc, Safi en Spreej, Fresku, Solpher & Goldorak (donderdag 2/8/2012)
  - DJ Cluts, Daan, Yves V, Dimitri Vegas & Like Mike, DJ Jelle, No Rulez, Skyve Reuter, The Oddword, Ego Troopers, Kastor & Dice, Mr. Polska, Radio Modern, DJ Dombret (vrijdag 3/8/2012)
  - Ozark Henry, Discobar Galaxie, DJ Mario, Kapitein Winokio, Bandits, Lady Linn, Heather Nova, AKS Live, Dr. Lektroluv, Sky Castles, Radio Ultra Modern (zaterdag 4/8/2012)

### 2013
- datum: 7-10 augustus 2013
- locatie: abdijweide Hemiksem
- podia: Main Stage, Marquee en Jägermeister Stage
  - Arno, Levellers, Xander De Rycke, Raf Coppens, Nigel Williams, Alex Agnew, Absynthe Minded, Father Damian, BAM, Kings of Pop (woensdag 7/8/2013)
  - The Happy, The Human League, The Opposites, SimpleSongs, Diablo Blvd, Praga Khan, Rayvis King & >9000, Bawser, HNC, Zwaartekracht, Great Minds (donderdag 8/8/2013)
  - Felix Da Housecat, Yves V, Fake Blood, Discobar Galaxie, Lazy Jay, Compact Disk Dummies, Discobaar A Moeder, DJ Cluts, No Rulez, Bience Pierre Project, DJ Jelle, Radio Ultra Modern, Lennergy (vrijdag 9/8/2013)
  - K3, Bart Peeters, Milk Inc., Ketnetband + Kaatje, Axl Peleman, CPeX, Lauren Anny J, Mario, Tito & Echo Virus, Killa Mahanie vs Uruz, Mylan, DJ Prinz, Kinderfest (zaterdag 10/8/2013)

## Trivia
- Axl Peleman was tot en met 2010 alle edities van de partij (solo, met Camden of met De Kreuners), en werd daarom ook ‘Mister Casa Blanca’ genoemd.
- VZW De Verdwenen Aarde deed enkele financiële acties om –samen met het sponsorgeld- het festival te bekostigen. In 2010 organiseerden ze een wedstrijd “schijt je rijk”. Sedert 2009 waren er de ‘vrienden van Casa Blanca’, die tegen vergoeding vermeld werden op promotiemateriaal en toegang kregen tot de VIP-ruimte. Sinds 2011 werden er steun(pols)bandjes verkocht waarmee gratis gebruikgemaakt kon worden van de toiletten en bewaakte fietsenparking.
- Voor Android- en iOS- toestellen was een App beschikbaar waarmee informatie als line-up, plattegrond, artiestenbiografieën en twitterfeed kon opgevraagd worden.